# Saint-Julien-Maumont
 Saint-Julien-Maumont  (en occitano Sent Julian Momon) es una comuna y población de Francia, en la región de Lemosín, departamento de Corrèze, en el distrito de Brive-la-Gaillarde y cantón de Meyssac.
Su población en el censo de 2008 era de 159 habitantes.
Está integrada en la Communauté de communes des Villages du Midi Corrézien.

## Demografía
| 180 | 196 | 195 | 161 | 157 | 155 | 159 |
| Para los censos de 1962 a 1999 la población legal corresponde a la población sin duplicidades (Fuente: INSEE [Consultar]) |     |     |     |     |     |     |